# Eldridge Peak
Der Eldridge Peak ist ein kleiner, hauptsächlich eisfreier Berggipfel oder Nunatak im westantarktischen Marie-Byrd-Land. Er markiert den westlichen Ausläufer der Ohio Range in den Horlick Mountains.
Das Gebiet wurde durch das United States Antarctic Program im Dezember 1958 geodätisch vermessen. Das Advisory Committee on Antarctic Names benannte ihn 1962 nach Henry M. Eldridge, Kartograf für Antarktika des United States Geological Survey.